# Харків (хокейний клуб)
Хокейний клуб «Харків» — хокейний клуб з м. Харкова, Україна. Заснований в 2007 році співвласниками інвестиційної групи «УПЕК». З того ж сезону команда почала виступи в вищій лізі чемпіонату України, за підсумками якого «харків'яни» посіли третє підсумкове місце. У 2011 році хокейний клуб припинив своє існування.
В переважній більшості в команді виступали місцеві вихованці, деякі з яких були колишніми або нинішніми гравцями молодіжної збірної команди України з хокею із шайбою.

## Історія
Хокейний клуб «Харків» при Федерації хокею Харківської області заснований у листопаді 2007 року. Клуб представляє місто у вищій лізі чемпіонату України. Засновниками клуба стали співвласники інвестиційної групи УПЕК, а також керівники підприємств, що знаходяться в управленні компанії.
Проект організації клубу був спрямований на створення високопрофесіональної команди спортсменів, що представляють Харків у вищій лізі чемпіонату України, а також організацію і розвиток дитячо-юнацької школи хокею в регіоні.
Більшість гравців команди — випускники Харківської школи хокею, в основному 1984—86 років народження. 3 гравці ХК «Харків» грають за збірну України з хокею. Спортивною базою ХК «Харків» є тренувальна ковзанка харківського Палацу спорта.
Головний тренер команди — Олександр Кобиков, тренер — Володимир Коробенко. Більшість гравців — випускники Харківської школи хокею. Голова управління ХК «Харків» — Леонід Сегал.
У 2011 році хокейний клуб припинив своє існування.

## Відомі гравці
- Олександр Янченко

## Досягнення
- Українська Вища ліга:
  -   3-є місце (2) : 2008, 2010